# Федорская волость
Федорская волость — административно-территориальная единица Александрийского уезда Херсонской губернии.
По состоянию на 1886 год состояла из 19 поселений, 19 сельских общин. Население 1186 человек (1101 мужского пола и 1085 женского), 401 дворовое хозяйство.
| Собственность  | Площадь (в т. ч. пахотной) |
| -------------- | -------------------------- |
| Сельских общин | 2296 (1646)                |
| Частная        | 24 262 (6681)              |
| Другая         | 66 (2)                     |
| Всего          | 26 624 (8329)              |

Самые большие поселения:
- Федорка — местечко при реке Цыбульник в 35 верстах от уездного города, 671 человек, 99 дворов, православная церковь, еврейский молитвенный дом, кирпичный завод, винокуренный завод, базары через 2 недели по воскресеньям. За 3 версты — винокуренный завод, за 5 вёрст — паровая мельница, за 15 вёрст — винокуренный завод, пивоваренный завод, кирпичный завод, за 16 вёрст — винокуренный завод.
- Снежкова (Осиповка) — село при урочище Смирнова пруда, 621 человек, 91 двор.
- Федоровка (Ефимова) — село при пруде, 621 человек, 87 дворов.